# Perły i dukaty (film)
Perły i dukaty – polski krótkometrażowy film obyczajowy, należący do cyklu Perły i dukaty.

## Treść
Pewien polski dyrygent w czasie pobytu w Czechosłowacji flirtuje z polską turystką-studentką, która bierze go za Czecha. Jednak czar pryska kiedy prawda wychodzi na jaw i kiedy dziewczyna dowiaduje się, że dyrygent jest z Warszawy.

## Obsada
- Ewa Wiśniewska - Anita
- Gustaw Holoubek - dyrygent Franciszek X
- Maria Wachowiak - Jagna, partnerka dyrygenta
- Tadeusz Cygler - Schnabl, słowacki impresario
- Zbigniew Rogowski - recepcjonista w hotelu